# Famille von Bülow
Pour les articles homonymes, voir Bülow (homonymie).
Cette page explique l’histoire ou répertorie les différents membres de la famille von Bülow.
La famille von Bülow est une famille de la noblesse allemande.
Une branche de cette famille est implantée au Danemark.
Si l'on trouve la première mention du nom de Bülow dans un document de 1154 relatant la pose de la première pierre de la cathédrale de Ratzebourg, il faut attendre 1229 et Godofridus de Bulowe pour trouver la première source documentée sur la généalogie familiale. Certains membres de la famille von Bülow ont occupé des postes d'importance diverse au service de l'État comme le ministre prussien des Affaires étrangères Heinrich von Bülow.

## Liste de personnages célèbres de cette famille
- Ludolf von Bülow (1298-1339)
- Friedrich von Bülow (de) (1698–1738), ministre prussien
- Johann Albrecht von Bülow (de) (1708–1776), général prussien
- Christoph Karl von Bülow (1716–1788), général prussien
- Vater von Bülow
  - Baron Friedrich Wilhelm von Bülow (1755–1816), général prussien durant les guerres de la Révolution et de l’Empire
  - Dietrich Adam Heinrich von Bülow (1760–1807), son frère, officier prussien durant les guerres de la Révolution et de l’Empire, théoricien militaire
- Friedrich Ernst von Bülow (de) (1736–1802), directeur de paysage lunebourgeois
  - Friedrich von Bülow (1762–1827), haut président de la province de Saxe
  - Friedrich Ludwig Victor Hans von Bülow (1774–1825), homme d'État westphalien-prussien, haut président de la province de Silésie
- Carl von Bülow (de) (1778–1851), administrateur de l'arrondissement de Juliers (de)
- Friedrich Franz von Bülow (de) (1788–1848), maréchal de terre adjoint du duché de Saxe-Lauenbourg
- Friedrich Karl von Bülow (1789–1853), diplomate prussien
  - Albert von Bülow (1829–1892), général prussien
    - Friedrich von Bülow (1868–1936), président du district de Bromberg
    - Rudolf von Bülow (de) (1873–1955), diplomate allemand

  - Karl Adolf Leopold von Bülow (1837–1907), général prussien
- Frederik Rudbek Henrik von Bülow (de) (1791-1858), général danois qui dirigea la défense de Fredericia pendant la bataille de Fredericia (en) (1849)
- Heinrich von Bülow (1792–1846)
- Hans von Bülow (1807–1869)
- Bernhard Joachim von Bülow (1747-1826)
  - Adolf Hartwig Heinrich von Bülow (1787-1816)
    - Bernhard Ernst von Bülow (1815–1879)
      - Prince Bernhard von Bülow (1849–1929), chancelier de l’Empire allemand de 1900 à 1909
      - Adolf von Bülow (1850–1897), général prussien
      - Alfred von Bülow (1851–1916), diplomate prussien
      - Karl-Ulrich von Bülow (1862–1914), général prussien
- Karl Eduard von Bülow (de) (1803–1853)
  - Hans Guido von Bülow (1830–1894), pianiste, chef d'orchestre et compositeur
    - Daniela von Bülow (1860-1940)
    - Blandine Gravina (1863-1941)
- Hans von Bülow (de) (1816–1897)
- Friedrich Gustav von Bülow (de) (1817–1893), noble prussien
  - Cai von Bülow (de) (1851–1910), administrateur de l'arrondissement d'Eckernförde (de)
    - Walter von Bülow-Bothkamp (1894–1918), pilote de chasse allemand
    - Harry von Bülow-Bothkamp (1897–1976), pilote de chasse allemand

  - Detlev von Bülow (1854–1926), haut président de la province du Schleswig-Holstein
- Otto von Bülow (de) (1817–1893), diplomate prussien
- Adolf Woldemar von Bülow (de) (1830–1869), administrateur de l'arrondissement de Ruppin (de)
- Ernst von Bülow (1842–1901), général prussien
- Curt von Bülow (de) (1843–1919), homme politique prussien
  - Adolf von Bülow (de) (1844–1919), général prussien
- Karl von Bülow (1846–1921), général allemand durant la Première Guerre mondiale
- Wilhelm von Bülow (de) (1850-1929), homme politique allemand
- Babette von Bülow (1850-1927)
- Alfred von Bülow (1851–1916), diplomate prussien
- Hans Adolf von Bülow (de) (1857–1915), diplomate prussien
- Hugo von Bülow
  - Frieda von Bülow (1858-1909)
  - Margarethe von Bülow (de) (1860–1884)
- Hartwig von Bülow (de) (1871-1939), général allemand
- Bernhard Wilhelm von Bülow (de) (1885-1936), diplomate, secrétaire d'État aux affaires étrangères de 1930 à 1936
- Friedrich von Bülow (de) (1889–1984)
- Vicco von Bülow-Schwante (de) (1891-1970), diplomate allemand, chef du protocole du ministère des Affaires étrangères de 1935 à 1938, ambassadeur à Bruxelles de 1938 à 1940, propriétaire du château de Schwante
- Andreas von Bülow (né en 1937), parlementaire allemand et auteur d’un livre attribuant les attentats du 11 septembre 2001 à une conspiration de la CIA
- Otto von Bülow (1911-2006)
- Bernhard Victor Christoph-Carl von Bülow (1923-2011), artiste et humoriste allemand, dit Loriot
- Prince Claus von Bülow (1926-2019), membre de la haute société britannique, Bülow par sa mère, il fut accusé d'avoir empoisonné son épouse Sunny lors d'un célèbre procès mis en image par le réalisateur non moins célèbre Barbet Schroeder dans le film Le Mystère von Bülow
- Princesse Martha von Bülow dite Sunny, épouse de Claus, née le 1er septembre 1932 et morte le 6 décembre 2008 après 28 ans de coma.
- Axel Graf Bülow (de) (né en 1952), homme politique
- Jürgen von Bülow (de) (né en 1956), écrivain
- Johann von Bülow (né en 1972), acteur

## Blason

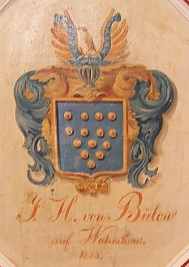
Blason des Bülow

Les armoiries familiales sont d'azur (bleu) à quatorze (4,4,3,2,1) besants (disques) d'or. Sur le casque aux lambrequins d'azur et d'or, un loriot avec un anneau d'or dans le bec entre un vol ouvert d'or, derrière deux cornes de buffle (de) bleues chargées chacune de sept besants d'or.

## Pour approfondir